# Жагань
Жа́гань (пол. Żagań), Заган (нем. Sagan) — город в западной Польше, имевший в 2004 году 26,665 жителей. Этот город является центром Жаганьского уезда (powiat żagański), в прошлом — центр силезского Саганского княжества, первыми правителями которого были Пясты. Образует городскую гмину.

## География

План города Жагань, 1927 г.

Город находится на юго-западе Польши в южной части Любушского воеводства. Расположен на реке Бубр на высоте 102 м над уровнем моря.

## Персоналии
- Рэтель, Генрих (1529—1594) — бургомистр города, драматург и переводчик.
- Кеплер, Иоганн (1571—1630) — знаменитый астроном провел здесь последние годы жизни[2].
- Шинк, Иоганн Фридрих (1755—1835) — немецкий поэт и драматург.
- Грунер, Христиан Готфрид (нем., 1744—1815) — немецкий врач и историк медицины, автор широко известной в своё время книги «Семиотика» (Semiotice physiologicam et pathologicam generalem complexa. Halle, 1775)

## Достопримечательности
- Жаганьский дворец

## Галерея

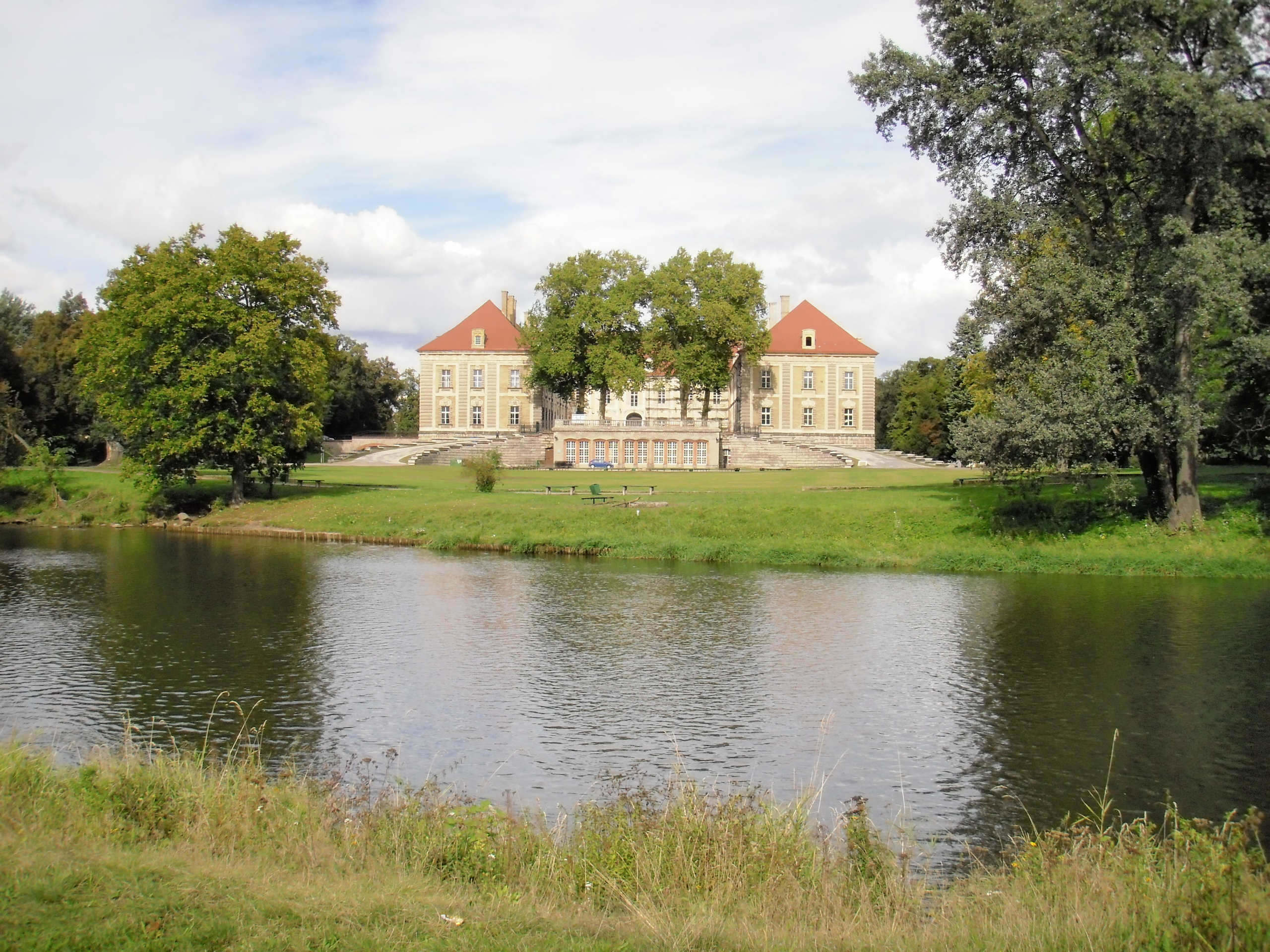
Замок Валленштайна
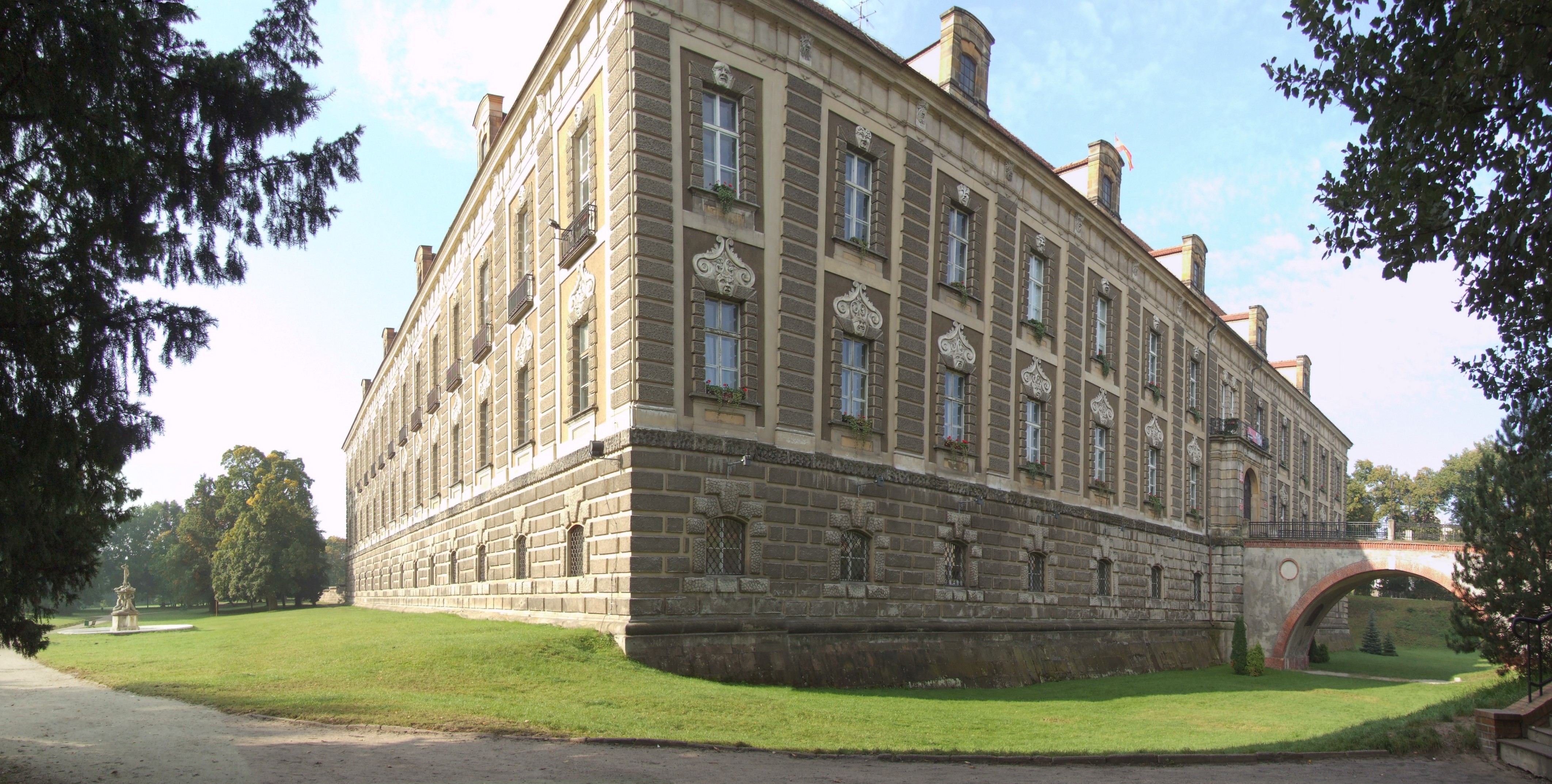
Замок Валленштайна
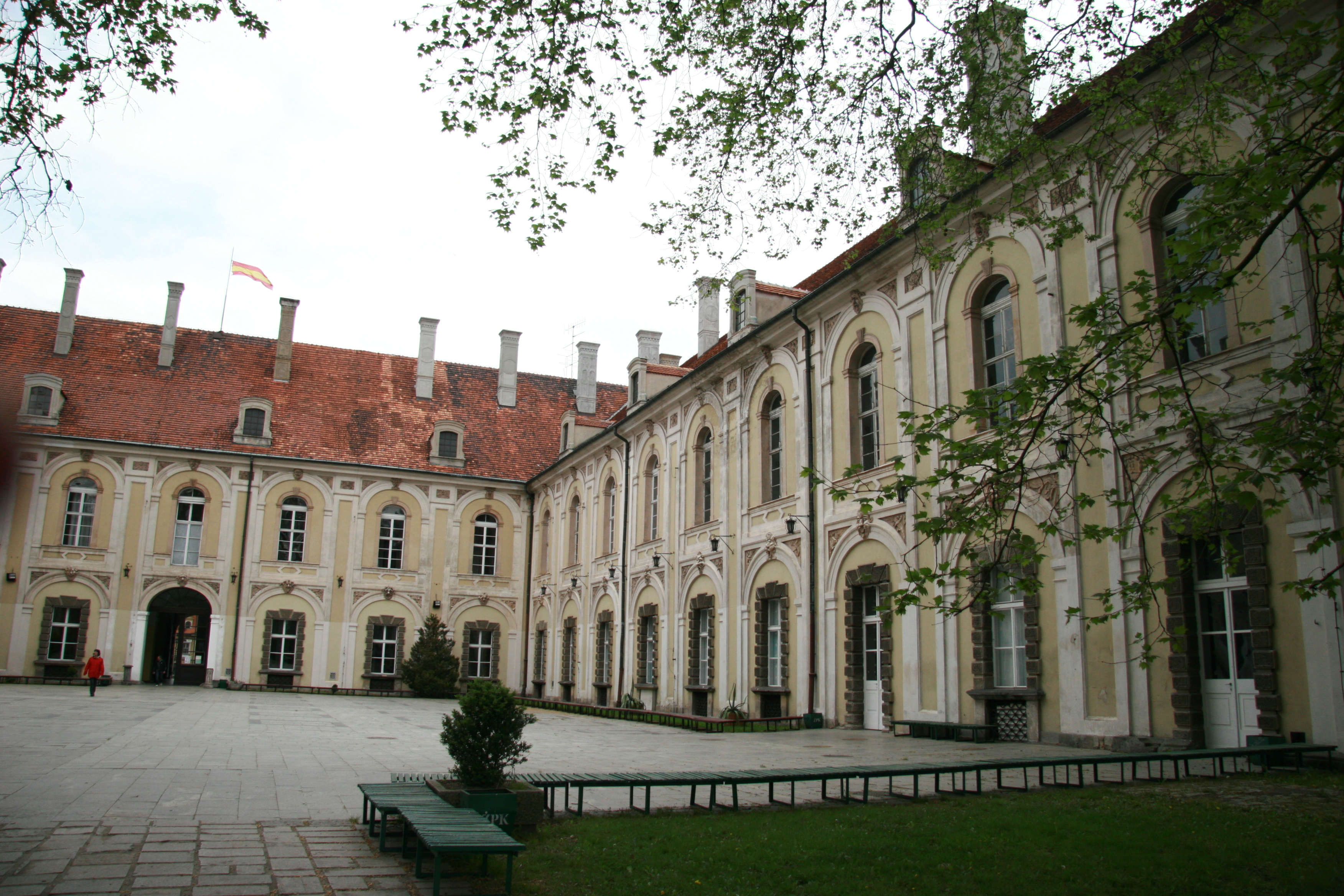
Замок Валленштайна (внутренний двор)
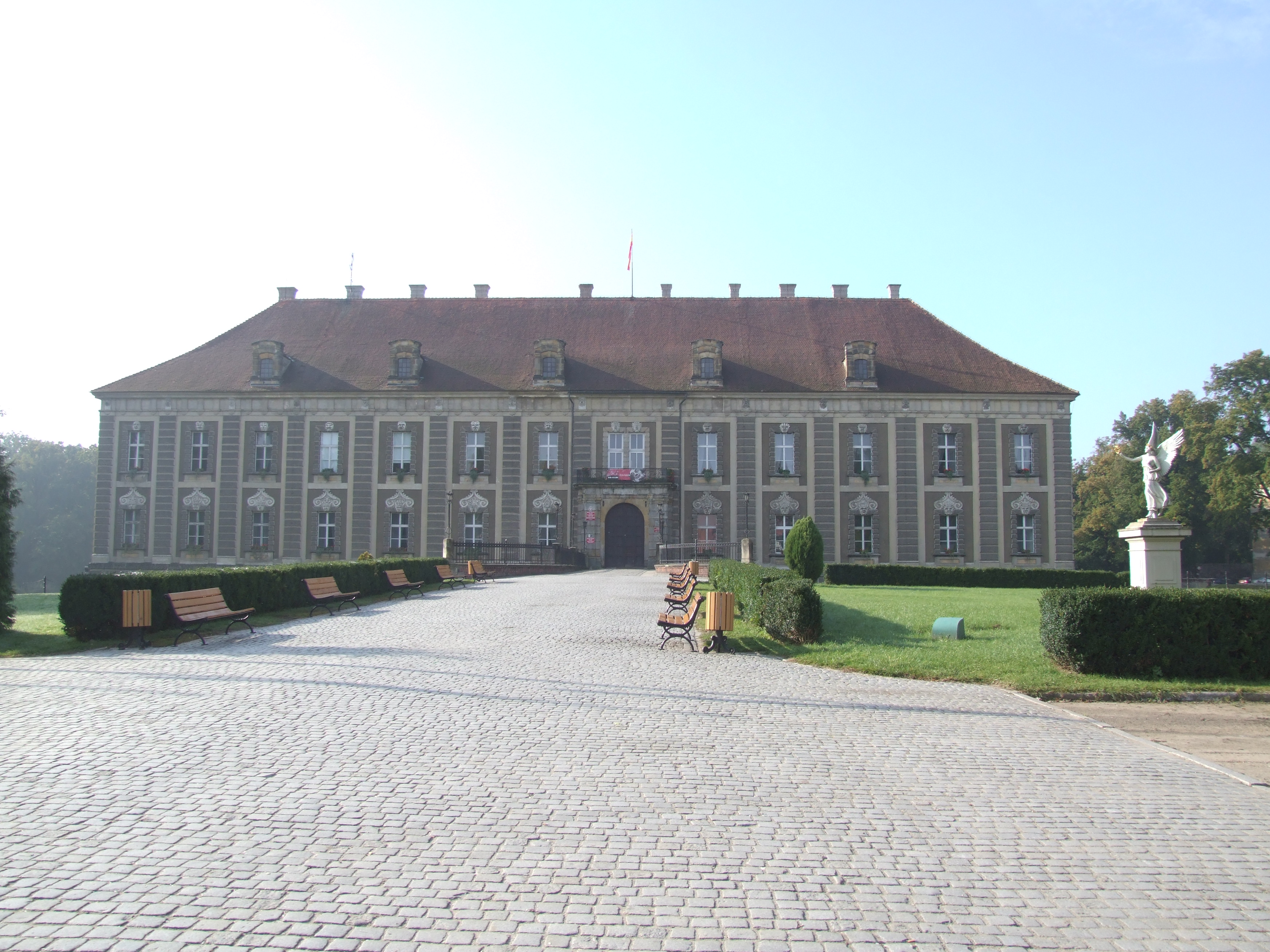
Замок Валленштайна
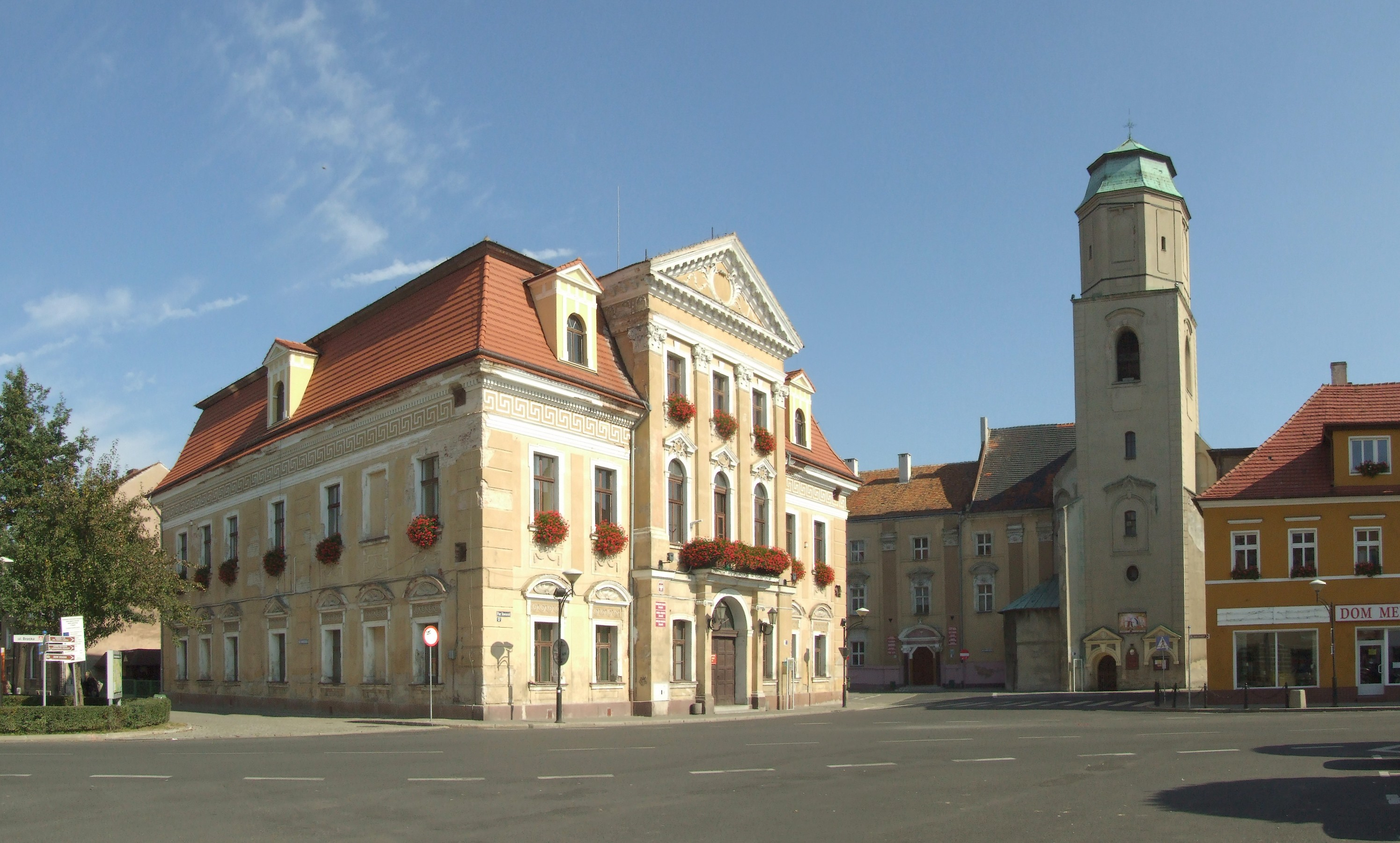
Славянская площадь (ранее Людвигплац), с городской администрацией и Иезуитской церковью
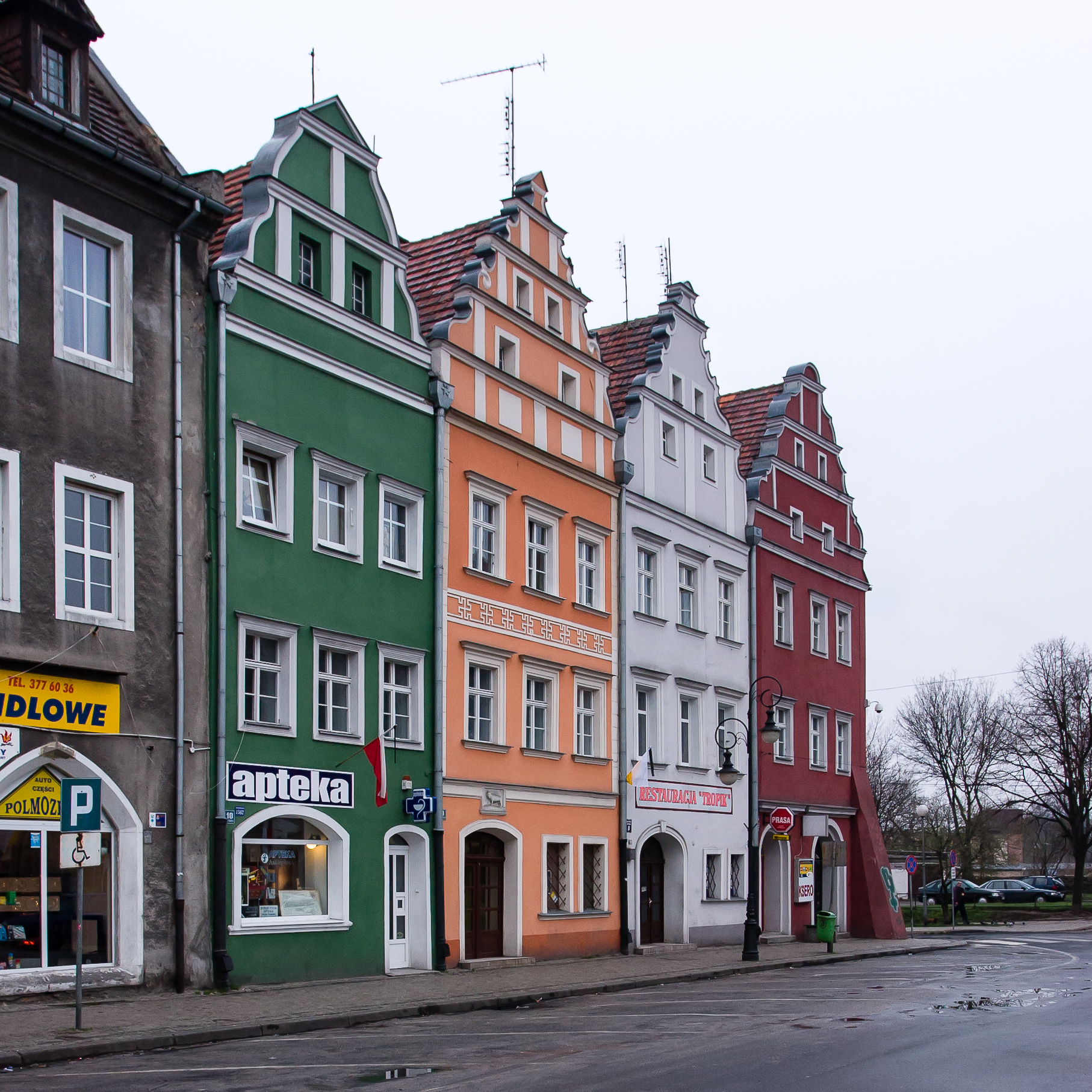
Дома в стиле барокко
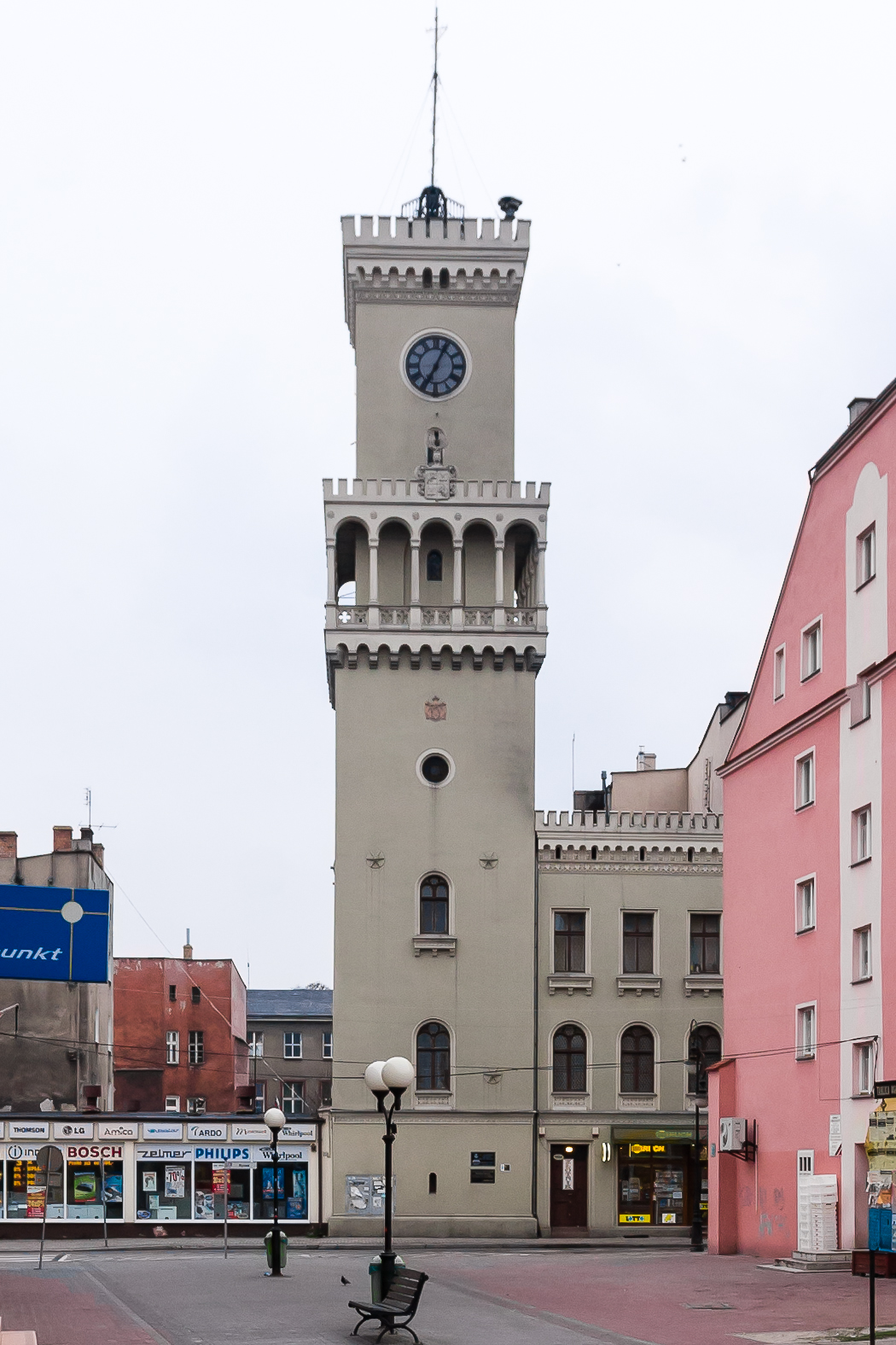
Ратуша
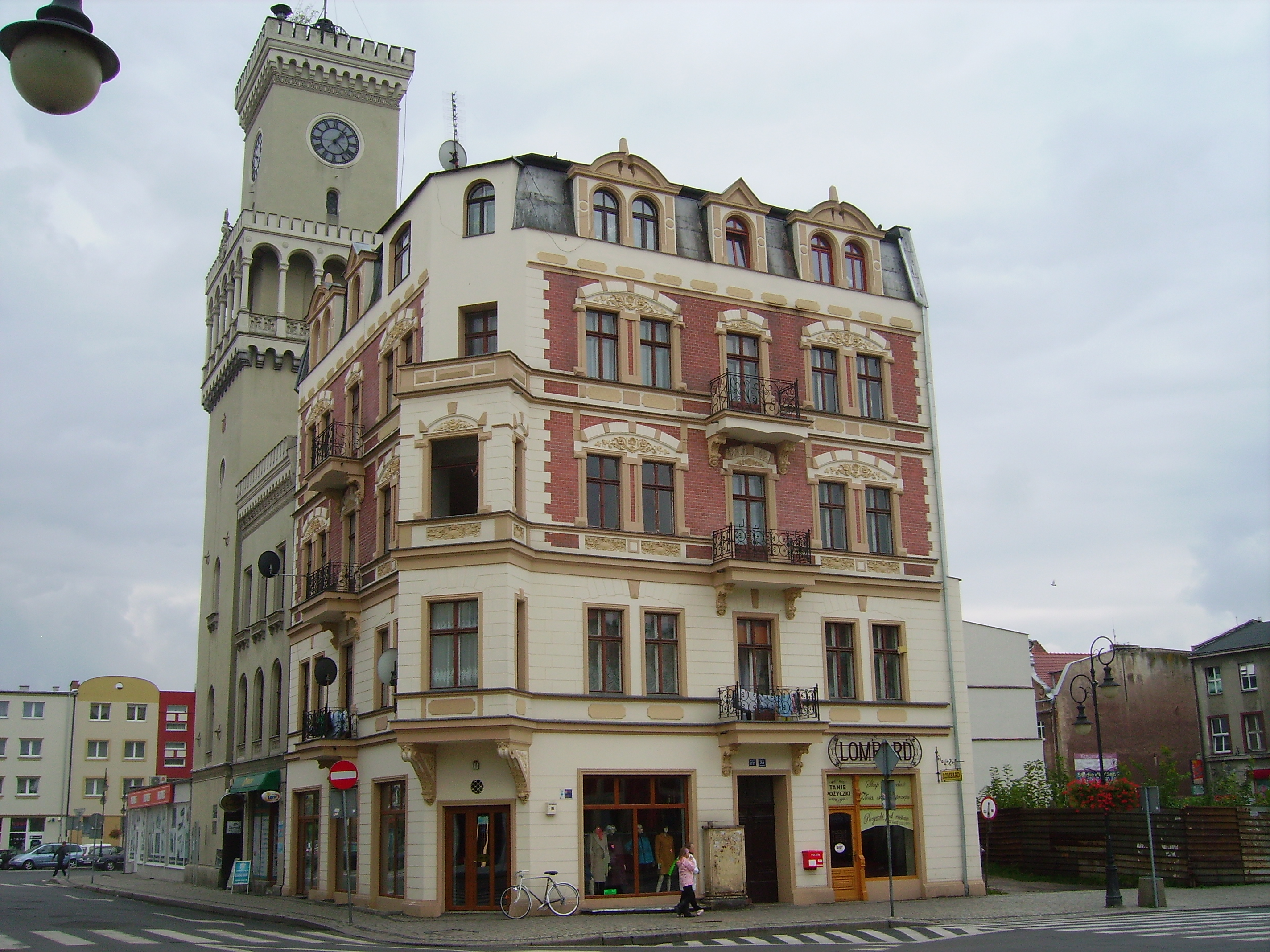
Здание на рыночной площади
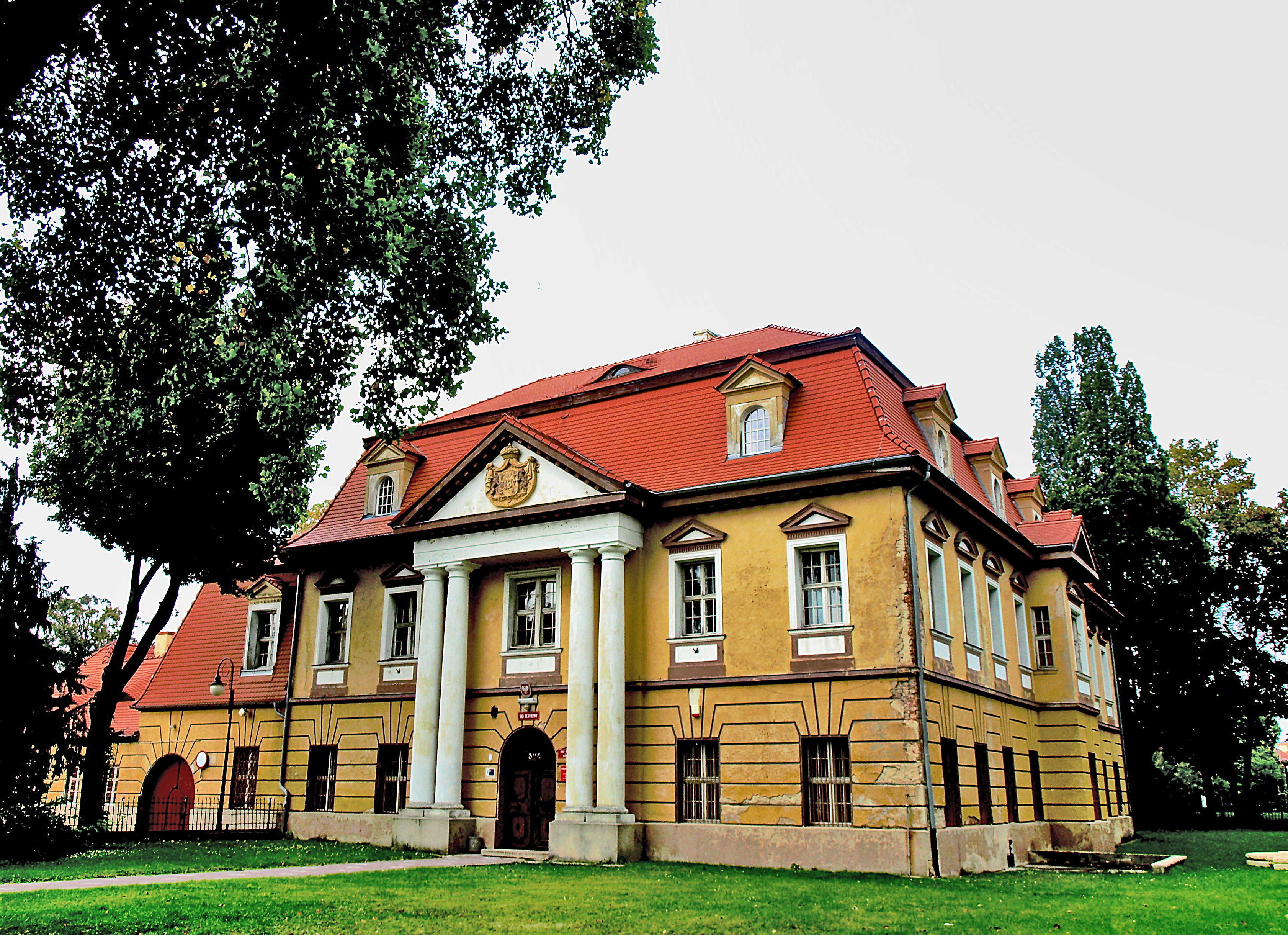
Здание суда
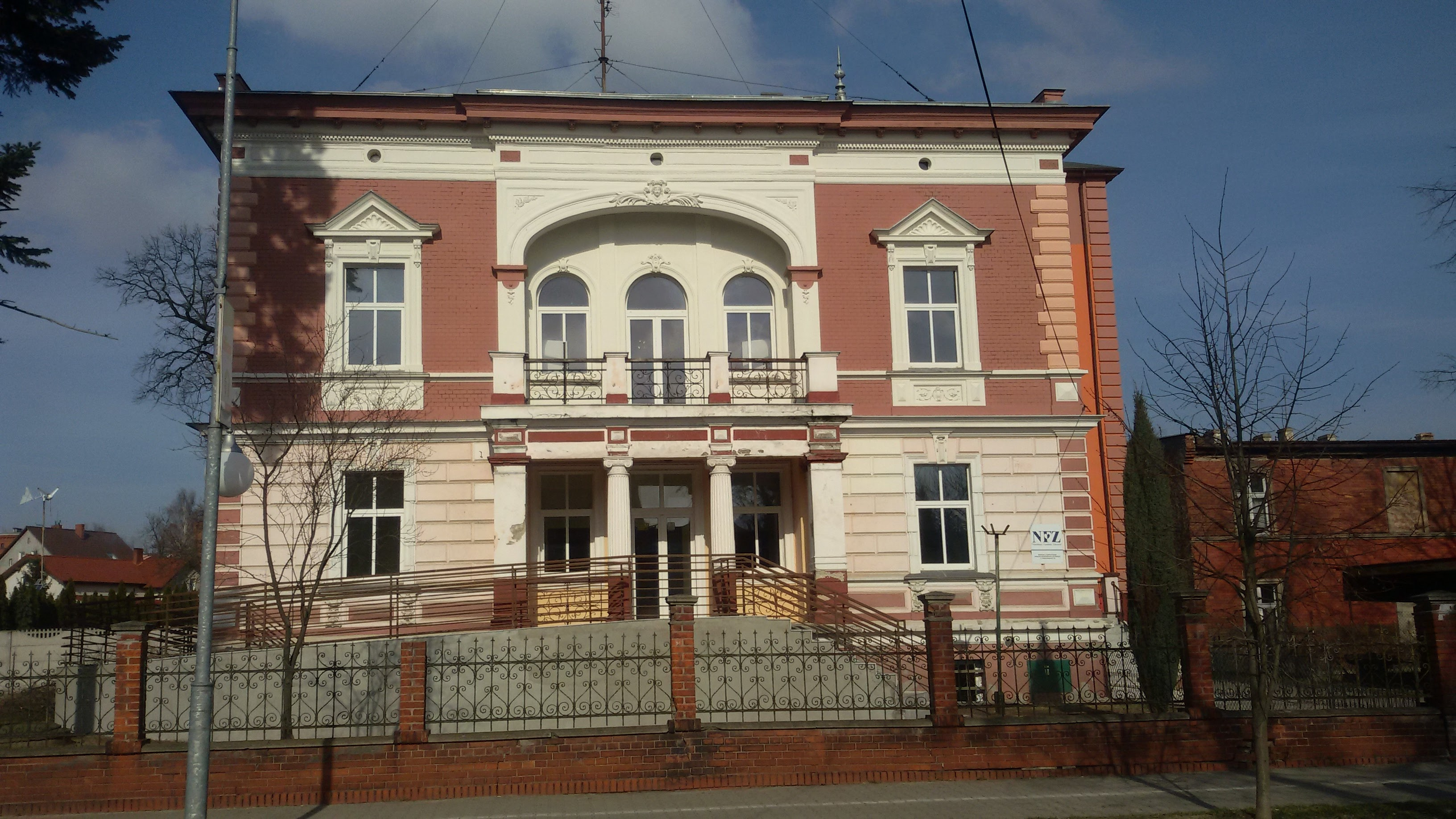
Особняк
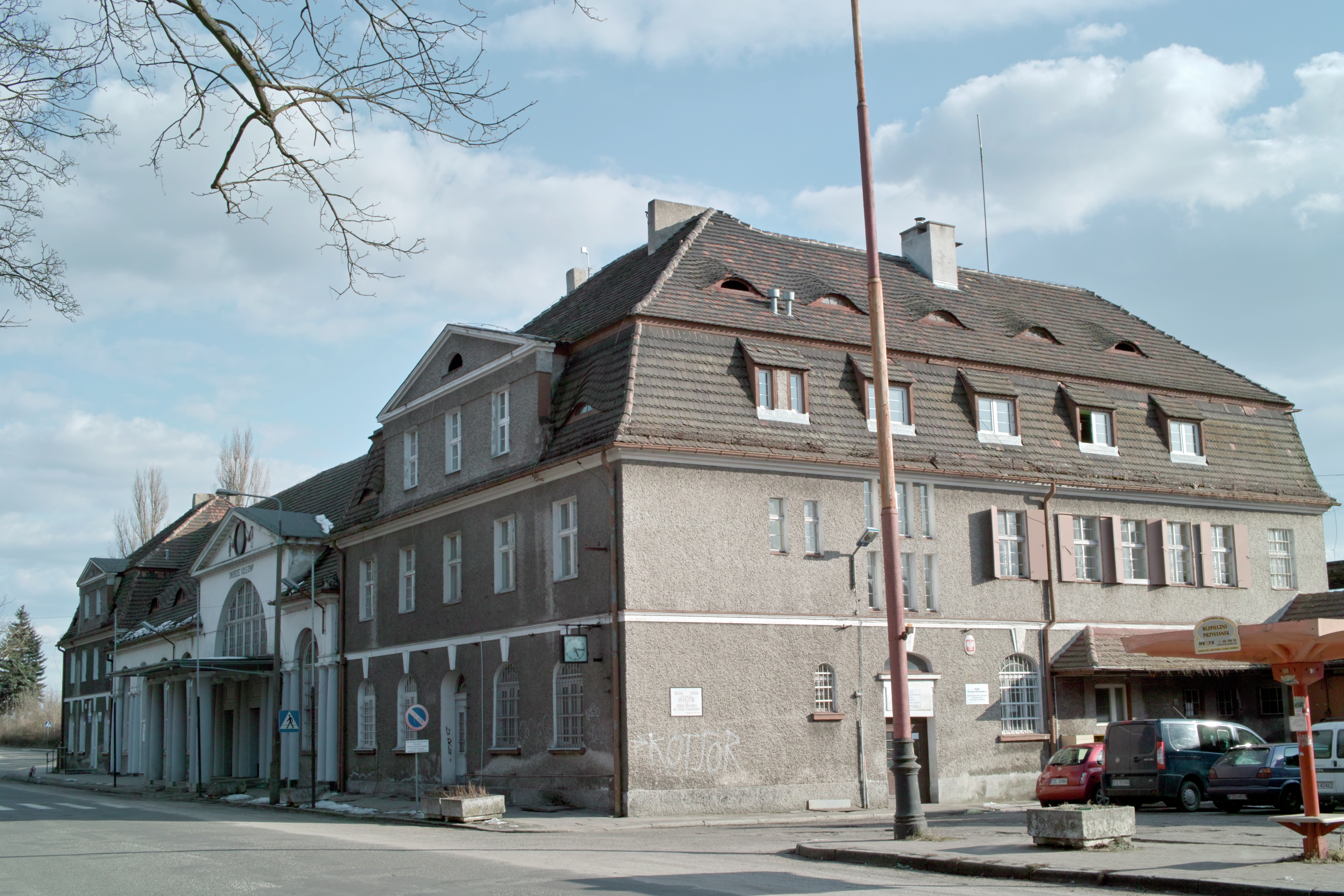
Вокзал
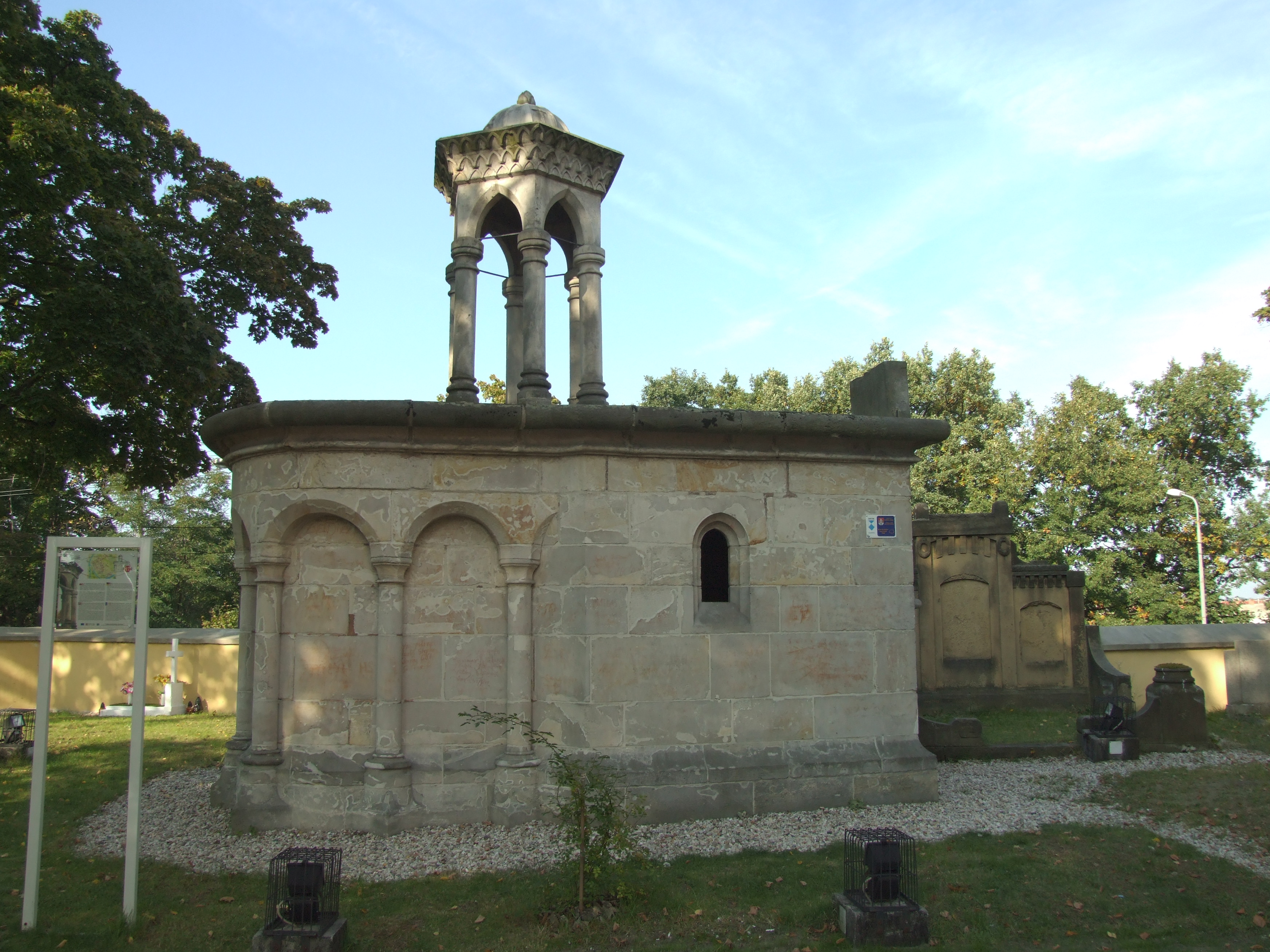
Часовня
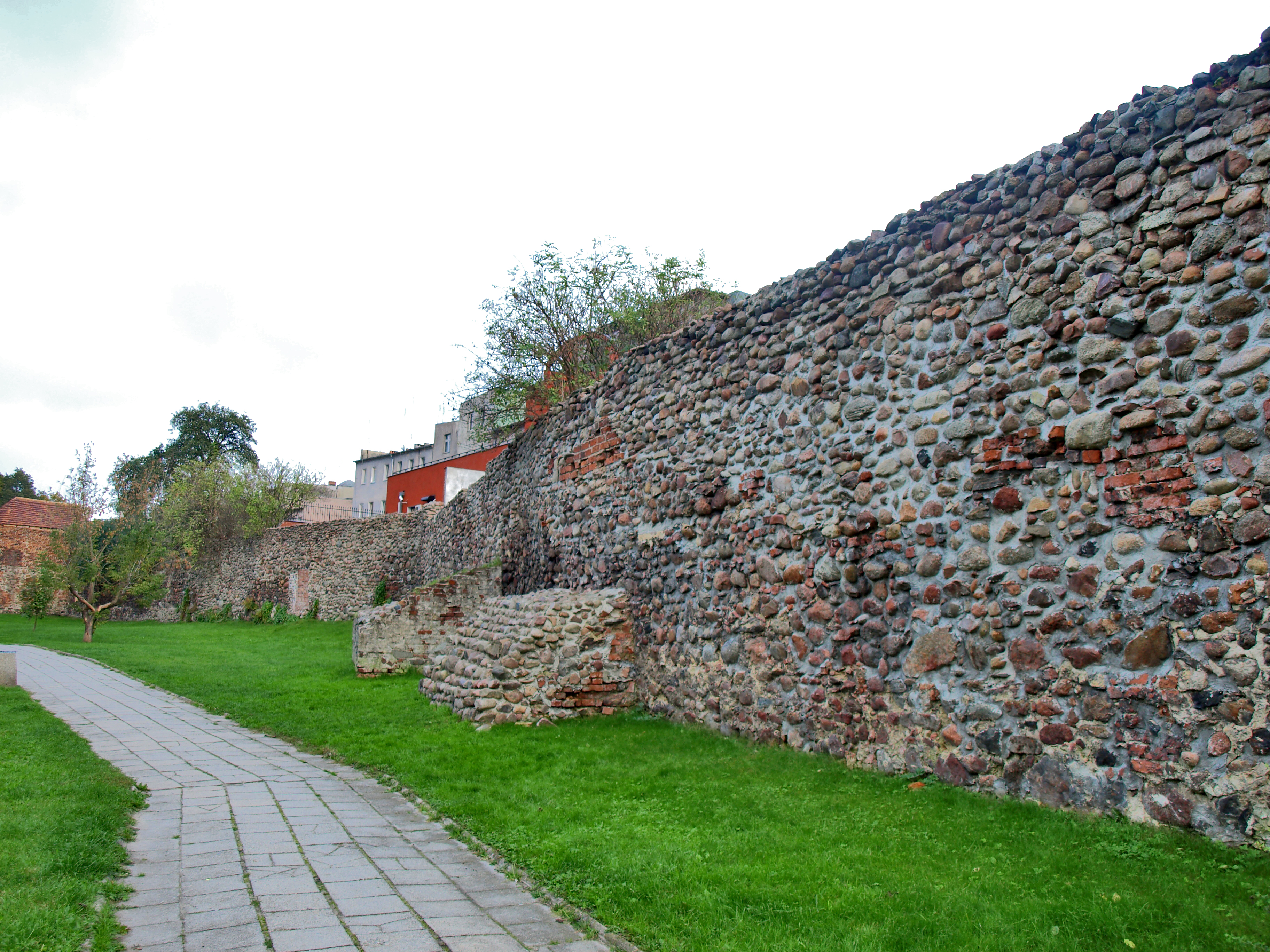
Старая городская стена
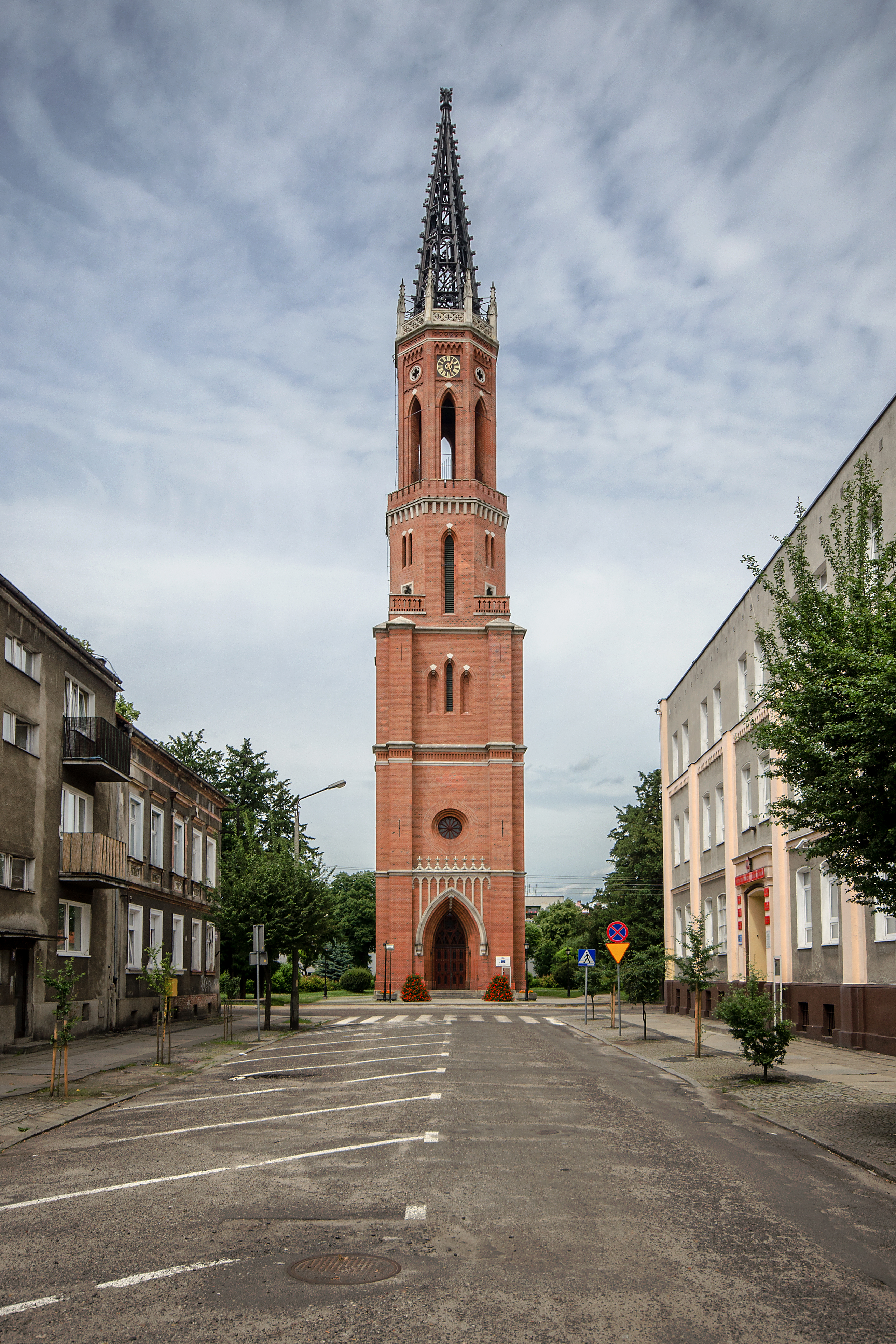
Башня бывшей лютеранской церкви
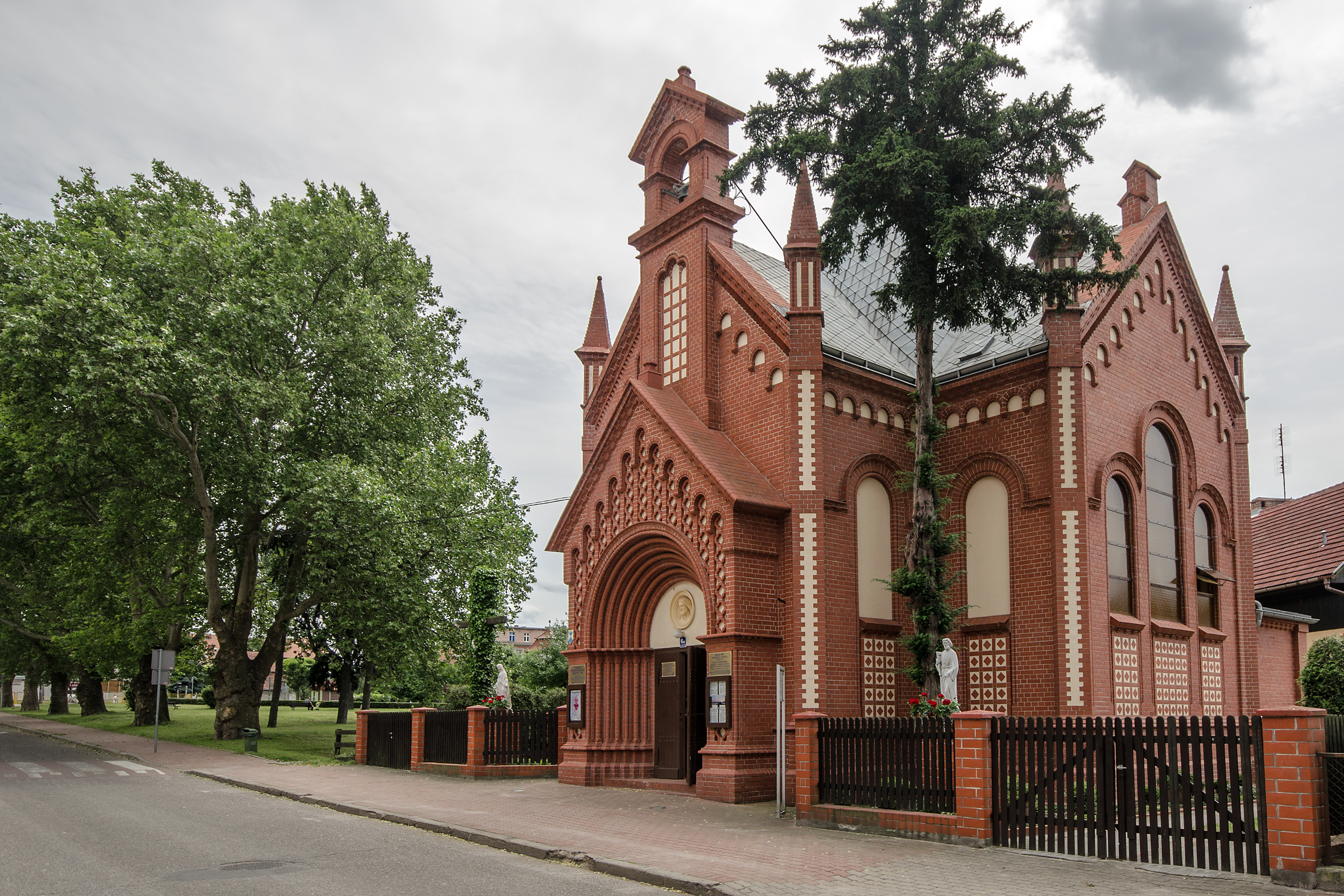
Старолютеранская часовня
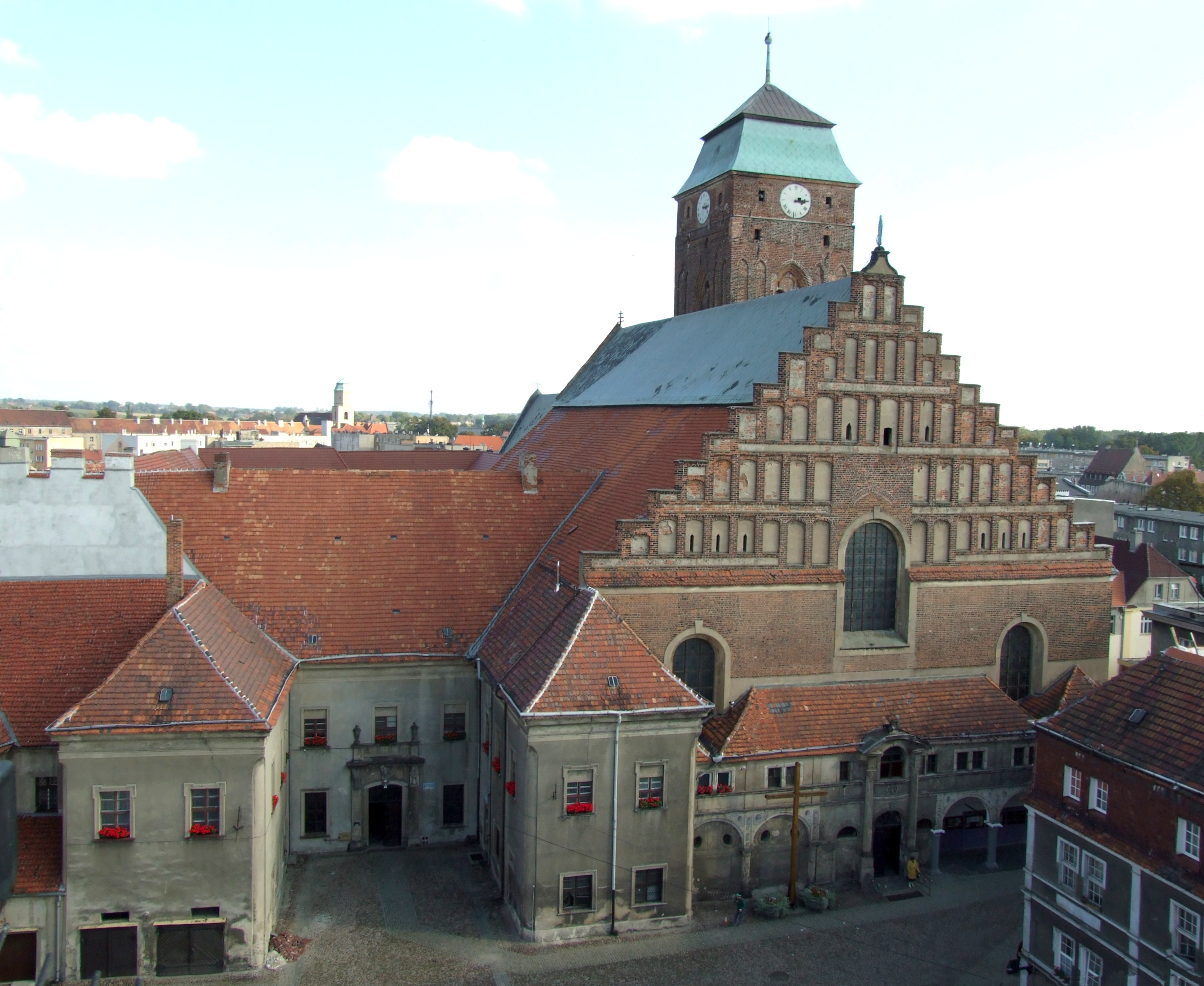
Церковь
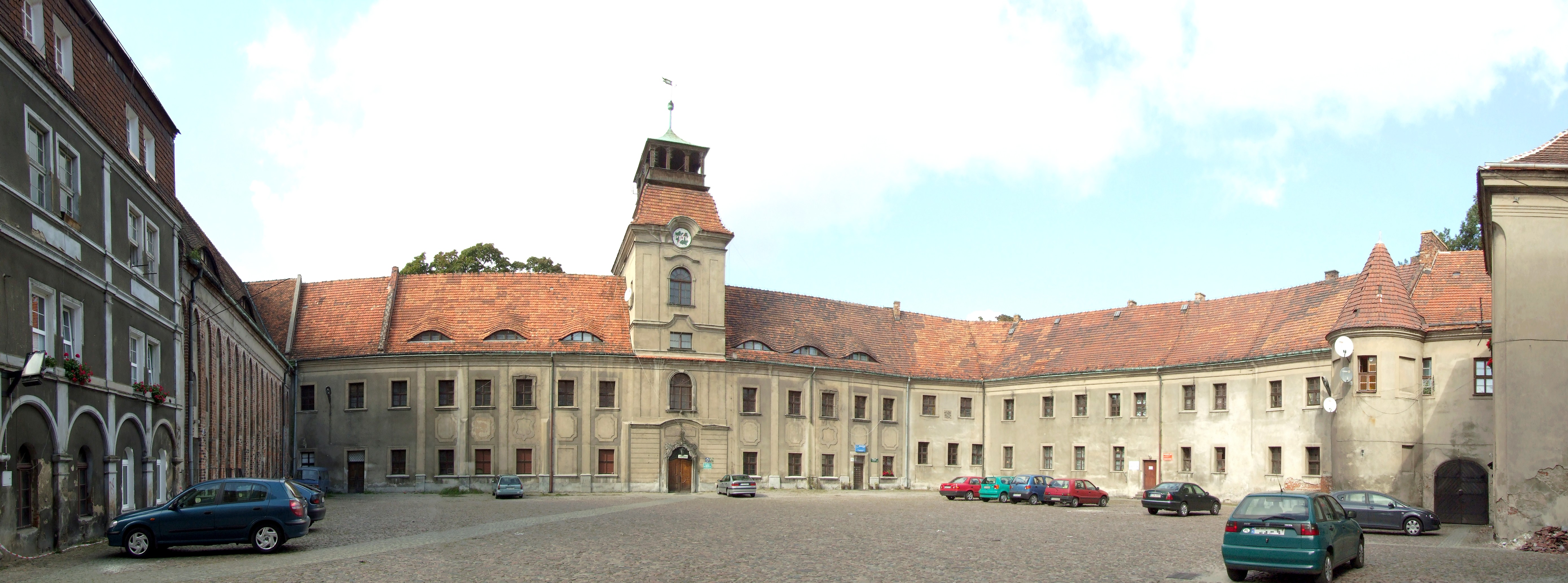
Внутренний двор церкви